# Presidenti della Provincia di Potenza
Elenco dei presidenti dell'amministrazione provinciale di Potenza.

## Regno d'Italia (1866-1946)

### Presidenti del Consiglio provinciale (1866-1926)
- Emanuele Viggiani (1863-1866)
- Gaetano Cascini (1866-1867)
- Pasquale Magaldi (1867-1868)
- Gioacchino Cutinelli (1868-1869)
- Pietro Lacava (1870-1875)
- Vincenzo De Filpo (1875-1879)
- Salvatore Correale (1879-1885)
- Vincenzo De Filpo (1885-1889)
- Carmine Senise (1889-1890)
- Vincenzo De Filpo (1890-1897)
- Carmine Senise (1897-1905)
- Vincenzo Lichinchi (1905-1911)
- Fabrizio Laviano (1911-?)

### Presidenti della Deputazione provinciale (1889-1926)
| Nº | Nº | Ritratto | Nome               | Mandato | Mandato | Partito |
| Nº | Nº | Ritratto | Nome               | Inizio  | Fine    | Partito |
| -- | -- | -------- | ------------------ | ------- | ------- | ------- |
| 1  |    |          | Vincenzo De Filpo  | 1889    | 1890    | ?       |
| 2  |    |          | Nicola Buano       | 1890    | 1894    | ?       |
| 3  |    |          | Domenico Addone    | 1894    | 1896    | ?       |
| 4  |    |          | Vincenzo Lichinchi | 1896    | 1903    | ?       |
| 5  |    |          | Michele Bonifacio  | 1903    | 1909    | ?       |
| 6  |    |          | Nicola Salomone    | 1909    | 1910    | ?       |
| 7  |    |          | Edoardo Leo        | 1910    | 1912    | ?       |
| 8  |    |          | Nicola De Ruggeri  | 1912    | 1913    | ?       |
| 9  |    |          | Luigi Cucari       | 1913    | ?       | ?       |

## Italia repubblicana (dal 1946)

### Presidenti della Provincia (dal 1951)

#### Eletti dal Consiglio provinciale (1951-1995)
| Nº            | Nº            | Ritratto | Nome               | Mandato                | Mandato        | Partito                     | Elezione                    |
| Nº            | Nº            | Ritratto | Nome               | Inizio                 | Fine           | Partito                     | Elezione                    |
| ------------- | ------------- | -------- | ------------------ | ---------------------- | -------------- | --------------------------- | --------------------------- |
|               |               |          | ?                  | ?                      | ?              | ?                           | ?                           |
|               |               |          | Vincenzo Verrastro | 21 marzo 1958          | 1967           | Democrazia Cristiana        | ?                           |
|               |               |          | ?                  | ?                      | ?              | ?                           | ?                           |
|               |               |          | Antonio Pisani     | 24 luglio 1985         | 21 marzo 1990  | Partito Socialista Italiano | 1985                        |
| 3 agosto 1990 | 7 giugno 1993 | 1990     | Antonio Pisani     |                        |                | Partito Socialista Italiano |                             |
|               |               | 1990     |                    | Mario Lucio Camardese  | 27 luglio 1993 | 8 novembre 1993             | Democrazia Cristiana        |
|               |               | 1990     |                    | Donato Paolo Salvatore | 7 gennaio 1994 | 24 aprile 1995              | Partito Socialista Italiano |

#### Eletti direttamente dai cittadini (1995-2014)
| Nº | Nº | Ritratto | Nome               | Mandato        | Mandato         | Partito                                                    | Elezione |
| Nº | Nº | Ritratto | Nome               | Inizio         | Fine            | Partito                                                    | Elezione |
| -- | -- | -------- | ------------------ | -------------- | --------------- | ---------------------------------------------------------- | -------- |
|    |    |          | Domenico Salvatore | 4 maggio 1995  | 14 giugno 1999  | Partito Democratico della Sinistra Democratici di Sinistra | 1995     |
|    |    |          | Vito Santarsiero   | 13 giugno 1999 | 13 giugno 2004  | Partito Popolare Italiano La Margherita                    | 1999     |
|    |    |          | Sabino Altobello   | 13 giugno 2004 | 8 giugno 2009   | Democratici di Sinistra Partito Democratico                | 2004     |
|    |    |          | Piero Lacorazza    | 8 giugno 2009  | 13 ottobre 2014 | Partito Democratico                                        | 2009     |

#### Eletti dai sindaci e consiglieri della provincia (dal 2014)
| Nº | Ritratto | Ritratto | Nome               | Mandato           | Mandato          | Partito             | Elezione |
| Nº | Ritratto | Ritratto | Nome               | Inizio            | Fine             | Partito             | Elezione |
| -- | -------- | -------- | ------------------ | ----------------- | ---------------- | ------------------- | -------- |
|    |          |          | Nicola Valluzzi    | 13 ottobre 2014   | 1º novembre 2018 | Partito Democratico | 2014     |
|    |          |          | Rocco Guarino      | 1º novembre 2018  | 13 giugno 2022   | Partito Democratico | 2018     |
|    |          |          | Christian Giordano | 10 settembre 2022 | in carica        | Movimento 5 Stelle  | 2022     |